# 서울세명초등학교
서울세명초등학교(世明初等學校)는 대한민국 서울특별시 강남구에 있는 공립 초등학교이다. 혁신초등학교이다.

## 학교 연혁
- 2012년 10월 30일 : 개교식
- 2022년 10월 30일 : 개교 30주년

## 참고 자료
- 서울세명초등학교 - 한국교육학술정보원 학교알리미